# التونا (واشینگتن)
التونا، واشینگتن (به انگلیسی: Altoona, Washington) یک منطقهٔ مسکونی در ایالات متحده آمریکا است که در ایالت واشینگتن واقع شده‌است.

## خصوصیات
التونا ۳۹ نفر جمعیت دارد و ۱۵۱ متر بالاتر از سطح دریا واقع شده‌است.